# موتوکو کومای
موتوکو کومای (انگلیسی: Motoko Kumai; ۸ سپتامبر ۱۹۷۰ – ) صداپیشه اهل ژاپن بود. وی از سال ۱۹۹۴ میلادی تاکنون مشغول فعالیت بوده‌است.